# منطقه هرتسا

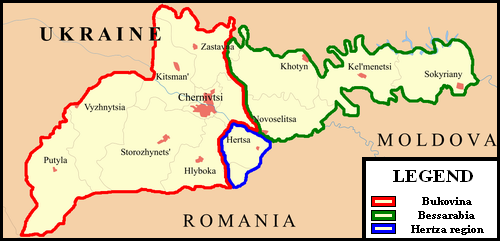
نقشه منطقه مدرن چرنیوتسی با مناطق تاریخی مشخص شده: قرمز: بوکوفینا شمالی، آبی: منطقه هرتسا، سبز: شمال بیسارابیا

منطقه هرتسا (اوکراینی: Край Герца، آوانگاری: Kraj Herca; رومانیایی: Ținutul Herța) منطقه ای در اطراف شهر هرتسا در منطقه چرنیوتسی رایون در قسمت جنوبی استان چرنیوتسی در جنوب غربی اوکراین، در نزدیکی مرز با رومانی است.